# Damernas scullerfyra i rodd vid olympiska sommarspelen 2016
Damernas scullerfyra i rodd vid olympiska sommarspelen 2016 avgjordes mellan den 6 och 11 augusti 2016 i Rio de Janeiro.

## Resultat

### Försöksheat
Vinnaren i varje försöksheat gick vidare till finalen medan övriga gick till återkvalet.

#### Heat 1
| Placering | Roddare                                                                   | Land          | Tid     | Noteringar |
| --------- | ------------------------------------------------------------------------- | ------------- | ------- | ---------- |
| 1         | Daryna Verchohljad Olena Burjak Anastasija Kozjenkova Jevhenija Nimtjenko | Ukraina       | 6.35,48 | Final      |
| 2         | Jessica Hall Kerry Hore Jennifer Cleary Madeleine Edmunds                 | Australien    | 6.37,43 | Återkval   |
| 3         | Chantal Achterberg Nicole Beukers Inge Janssen Carline Bouw               | Nederländerna | 6.38,58 | Återkval   |
| 4         | Zhang Ling Jiang Yan Wang Yuwei Zhang Xinyue                              | Kina          | 6.40,21 | Återkval   |

#### Heat 2
| Placering | Roddare                                                             | Land     | Tid     | Noteringar |
| --------- | ------------------------------------------------------------------- | -------- | ------- | ---------- |
| 1         | Annekatrin Thiele Carina Bär Julia Lier Lisa Schmidla               | Tyskland | 6.30,86 | Final      |
| 2         | Maria Springwald Joanna Leszczyńska Agnieszka Kobus Monika Ciaciuch | Polen    | 6.33,43 | Återkval   |
| 3         | Grace Latz Tracy Eisser Megan Kalmoe Adrienne Martelli              | USA      | 6.40,78 | Återkval   |

### Återkval
De fyra första i återkvalet gick vidare till finalen.
| Placering | Roddare                                                             | Land          | Tid     | Noteringar |
| --------- | ------------------------------------------------------------------- | ------------- | ------- | ---------- |
| 1         | Chantal Achterberg Nicole Beukers Inge Janssen Carline Bouw         | Nederländerna | 6.24,61 | Final      |
| 2         | Maria Springwald Joanna Leszczyńska Agnieszka Kobus Monika Ciaciuch | Polen         | 6.25,49 | Final      |
| 3         | Zhang Ling Jiang Yan Wang Yuwei Zhang Xinyue                        | Kina          | 6-28,49 | Final      |
| 4         | Grace Latz Tracy Eisser Megan Kalmoe Adrienne Martelli              | USA           | 6.28,54 | Final      |
| 5         | Jessica Hall Kerry Hore Jennifer Cleary Madeleine Edmunds           | Australien    | 6.28,60 |            |

### Final
| Placering | Roddare                                                                   | Land          | Tid     | Noteringar |
| --------- | ------------------------------------------------------------------------- | ------------- | ------- | ---------- |
| 1         | Annekatrin Thiele Carina Bär Julia Lier Lisa Schmidla                     | Tyskland      | 6.49,39 |            |
| 2         | Chantal Achterberg Nicole Beukers Inge Janssen Carline Bouw               | Nederländerna | 6.50,33 |            |
| 3         | Maria Springwald Joanna Leszczyńska Agnieszka Kobus Monika Ciaciuch       | Polen         | 6.50,86 |            |
| 4         | Daryna Verchohljad Olena Burjak Anastasija Kozjenkova Jevhenija Nimtjenko | Ukraina       | 6.56,09 |            |
| 5         | Grace Latz Tracy Eisser Megan Kalmoe Adrienne Martelli                    | USA           | 6.57,67 |            |
| 6         | Zhang Ling Jiang Yan Wang Yuwei Zhang Xinyue                              | Kina          | 6.59,45 |            |